# Johnson County (Nebraska)
Johnson County is een county in de Amerikaanse staat Nebraska.
De county heeft een landoppervlakte van 974 km² en telt 4.488 inwoners (volkstelling 2000). De hoofdplaats is Tecumseh.

## Bevolkingsontwikkeling

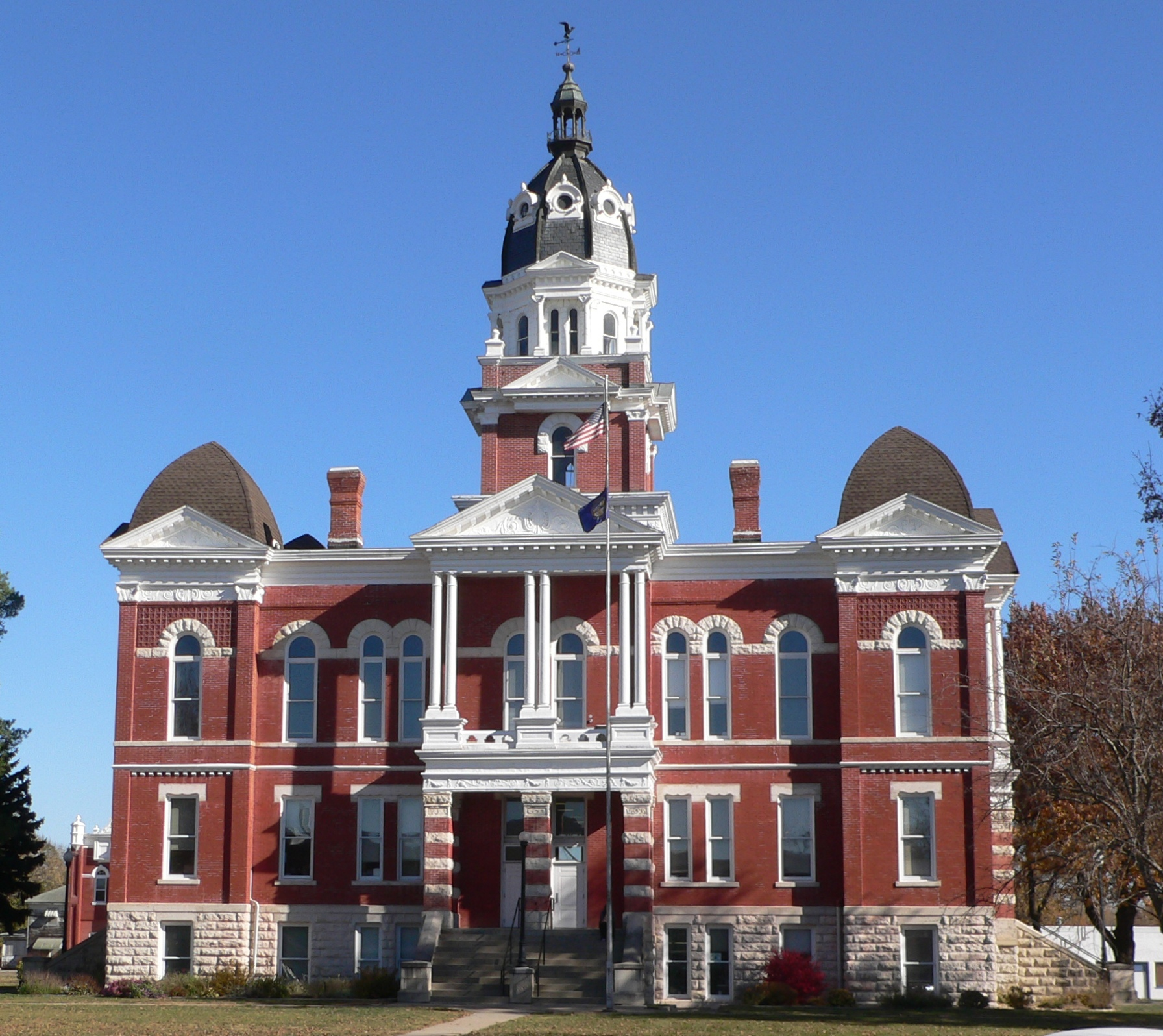
Johnson County Courthouse